# Gryts distrikt, Södermanland
Gryts distrikt är ett distrikt i Gnesta kommun och Södermanlands län. 
Distriktet ligger nordväst om Gnesta.

## Tidigare administrativ tillhörighet
Distriktet inrättades 2016 och utgörs av socknen Gryt i Gnesta kommun.
Området motsvarar den omfattning Gryts församling hade vid årsskiftet 1999/2000.